# Atkinson County
Das Atkinson County ist ein County im Bundesstaat Georgia der Vereinigten Staaten. Der Verwaltungssitz (County Seat) ist Pearson.

## Geographie
Das County hat eine Fläche von 891 Quadratkilometern, wovon 16 Quadratkilometer Wasserfläche sind. Es grenzt im Uhrzeigersinn an folgende Countys: Ware County, Clinch County, Lanier County, Berrien County und Coffee County.

## Geschichte
Das County wurde am 15. August 1917 gebildet und benannt nach William Yates Atkinson, einem Gouverneur Georgias von 1894 bis 1898.

Zuvor war die Gegend durch die Muskhogean-Indianer, später durch die Creek-Indianer bewohnt. Die  letzte bekannte Indianersiedlung lag am Alabaha River, etwa 3 km von der Stadt Willacoochee entfernt. Die ersten weißen Siedler waren Holzfäller, da das Gebiet reich an Kiefern war. Die Baumstämme nutzten sie zum Hausbau und später, um damit Handel zu treiben. Die Flöße brachten sie über den Satilla River zur Küste. 1875 wurden die ersten Eisenbahngleise im Westen gelegt durch die Brunswick and Western Railroad. Später wurde daraus, durch Verbindungen mit anderen Strecken, die Atlantic Coastline. Auch eine Linie Georgia-Florida wurde verlegt. Beide Eisenbahnlinien treffen in Willacoochee aufeinander. Durch den Bau der Eisenbahnen vergrößerte sich die Zahl der Einwohner und eine Periode der Zuwanderung begann. Die erste Zeitung, die Pearson Tribune, wurde 1915 herausgegeben.

## Demografische Daten
Laut der Volkszählung von 2010 verteilten sich die damaligen 8375 Einwohner auf 2983 bewohnte Haushalte, was einen Schnitt von 2,80 Personen pro Haushalt ergibt. Insgesamt bestehen 3522 Haushalte.
72,4 % der Haushalte waren Familienhaushalte (bestehend aus verheirateten Paaren mit oder ohne Nachkommen bzw. einem Elternteil mit Nachkomme) mit einer durchschnittlichen Größe von 3,29 Personen. In 2,80 % aller Haushalte lebten Kinder unter 18 Jahren sowie in 3,29 % aller Haushalte Personen mit mindestens 65 Jahren.
32,1 % der Bevölkerung waren jünger als 20 Jahre, 26,8 % waren 20 bis 39 Jahre alt, 25,5 % waren 40 bis 59 Jahre alt und 15,5 % waren mindestens 60 Jahre alt. Das mittlere Alter betrug 33 Jahre. 50,6 % der Bevölkerung waren männlich und 49,4 % weiblich.
62,2 % der Bevölkerung bezeichneten sich als Weiße, 17,3 % als Afroamerikaner, 0,6 % als Indianer und 0,3 % als Asian Americans. 18,0 % gaben die Angehörigkeit zu einer anderen Ethnie und 1,6 % zu mehreren Ethnien an. 24,3 % der Bevölkerung bestand aus Hispanics oder Latinos.
Das durchschnittliche Jahreseinkommen pro Haushalt lag bei 30.403 USD, dabei lebten 29,9 % der Bevölkerung unter der Armutsgrenze.

## Kultur und Sehenswürdigkeiten

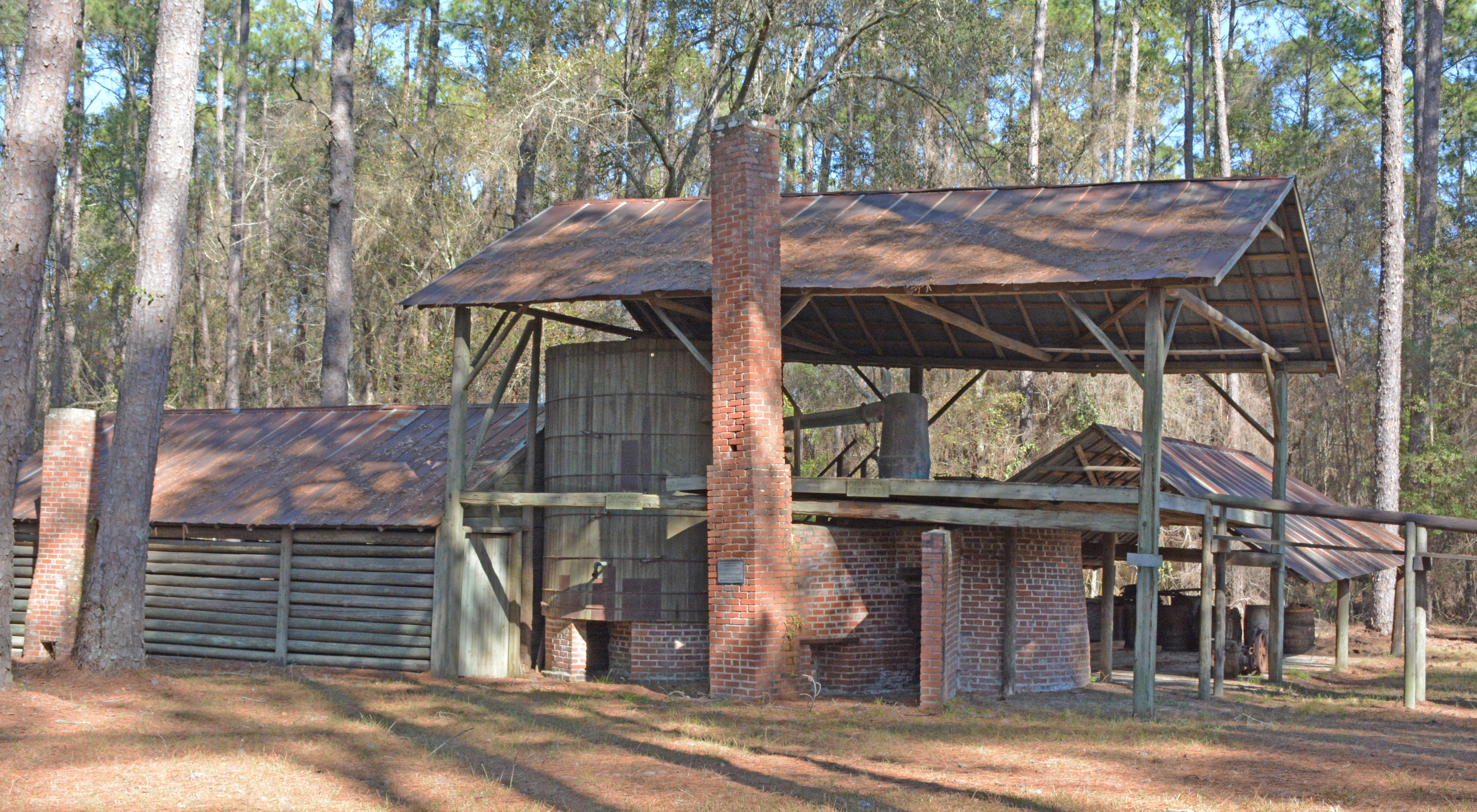
McCranie’s Turpentine Still in Willacoochee (2015). Die Terpentin-Brennerei gehörte der Familie McCranie, die seit mehreren Generationen in dieser Branche tätig war. Die abgebildete Destillerie entstand im Jahr 1936 und wurde im Juni 1976 als erstes Objekt im County in das NRHP eingetragen.

Ein Bauwerk und eine Stätte im Atkinson County sind im National Register of Historic Places („Nationales Verzeichnis historischer Orte“; NRHP) eingetragen (Stand 15. März 2023), das Gerichts- und Verwaltungsgebäude des County und McCranie’s Turpentine Still.

## Orte im Atkinson County
Orte im Atkinson County mit Einwohnerzahlen der Volkszählung von 2010:
Cities:
- Pearson (County Seat) – 2117 Einwohner
- Willacoochee – 1391 Einwohner